# Lingua egizia
La lingua egizia (in egizio (traslitterato) r n kmt, letteralmente bocca della Terra Nera ossia ciò che si parla lungo le rive del Nilo), nota anche come egizio antico (questa espressione è però impropria, perché propriamente l'egizio (o egiziano) antico sarebbe la fase storica della lingua parlata durante l'Antico Regno e inoltre non esiste una forma moderna da cui differenziarlo), è una lingua che appartiene alla famiglia delle lingue afro-asiatiche, imparentata con il gruppo delle lingue berbere e con quello delle lingue semitiche.
Le prime testimonianze scritte della lingua dell'Antico Egitto risalgono all'incirca al 3200 a.C. e la lingua sopravvisse fino al V secolo nella forma del demotico e fino al medioevo nella forma della lingua copta; la sua lunga durata, oltre quattro millenni, la rende una delle lingue storiche più antiche conosciute agli uomini moderni.
La lingua ufficiale dell'Egitto è oggi l'arabo che, progressivamente, nei secoli successivi alla conquista arabo-musulmana nel VII secolo, si sostituì alla lingua copta come lingua quotidiana. Il copto viene ancora usato come lingua liturgica della Chiesa cristiana copta.

## Parentele linguistiche dell'egizio

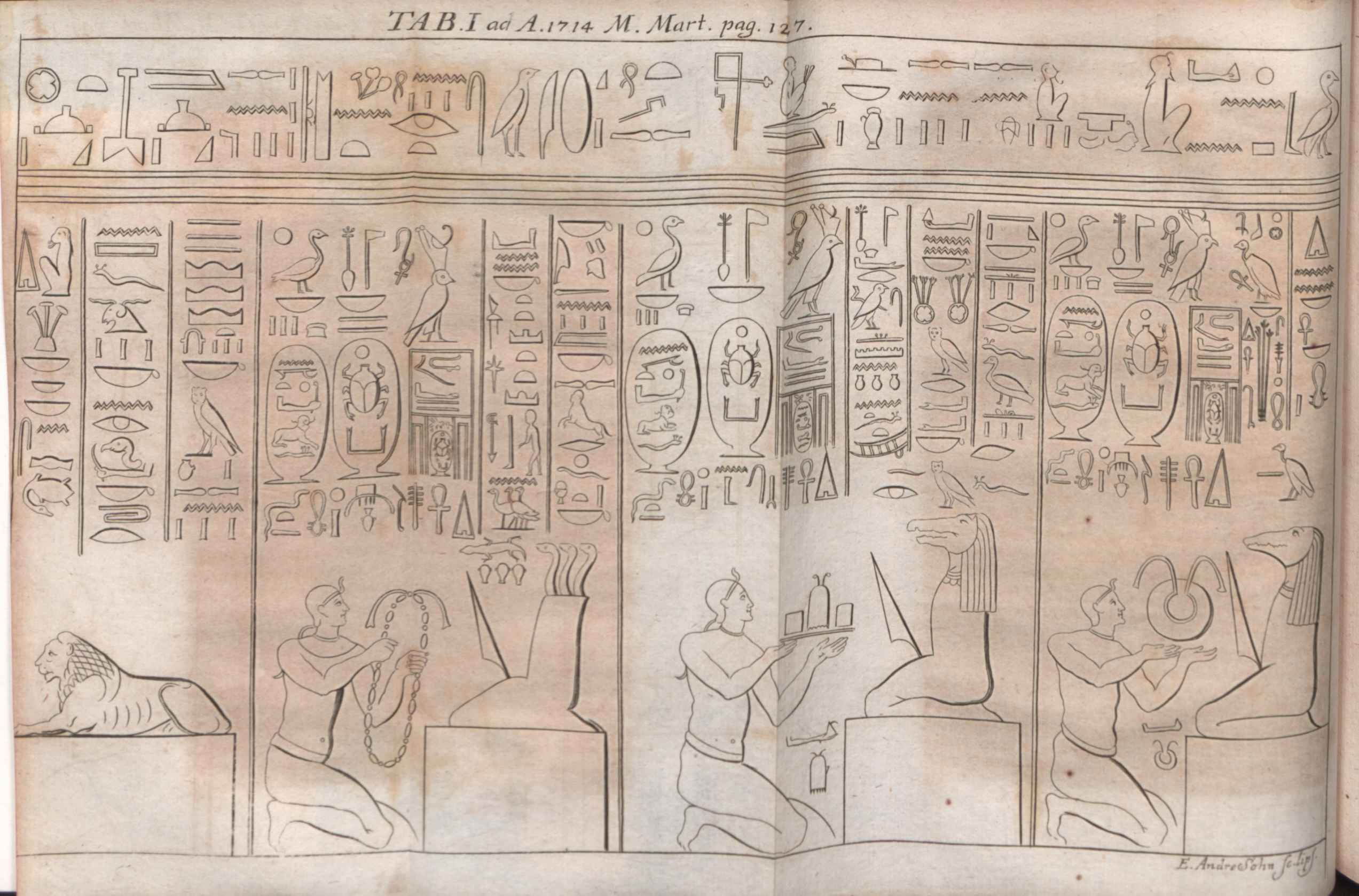
Illustrazione all'articolo Tabula Aegyptiaca hieroglyphicis exornata pubblicato sugli Acta Eruditorum del 1714

Le lingue afroasiatiche (o anche camitosemitiche) sono generalmente raggruppate in tre gruppi: le lingue semitiche, come l'arabo e l'ebraico, le lingue camitiche, come le lingue berbere e somale, e un terzo gruppo costituito appunto dall'egizio: le somiglianze tra queste lingue, in particolare con quelle camitiche, sono diverse.
La struttura della grammatica, ad esempio, che ha indotto gli studiosi a organizzare la grammatica egizia sull'esempio di quelle dell'arabo e dell'ebraico. Alan Gardiner, nella sua Egyptian Grammar, cita sempre i verbi alla terza persona singolare, com'è convenzione nelle lingue semitiche.

Alcune parole e desinenze: in amarico il femminile si forma con la desinenza -it, in egizio con la -t (probabilmente pronunciata /a:t/ in origine, poi la /t/ cadde restando solo nella scrittura, come la tāʾ marbūṭa dell'arabo, e la /a/ sembra in seguito essersi chiusa in /e/); sia in egizio sia in amarico il pronome suffisso di 1ᵃ persona plurale è -n; in egizio, la consonante che forma la parola "uomo" è s (nella moderna prassi convenzionale, la parola è pronunciata se), mentre in amarico "uomo" è səw.
Caratteristica dell'egizio, presente anche in tutte le lingue semitiche, è la distinzione di genere nel pronome di 2ª persona singolare, che ha forme distinte per maschile e femminile.
Un'altra parentela semantica è, ad esempio, il verbo sḏm (ascoltare), molto simile allo šemà ebraico. In egiziano esiste il verbo šmˁ, che significa "cantare": la parentela di campo semantico è notevole; oppure, cfr. l'egiziano šw (il vuoto) con l'ebraico šwa (il nulla, zero).

## Sviluppo della lingua
Gli studiosi hanno suddiviso la lingua egizia in sei grandi suddivisioni cronologiche:
- egizio arcaico (prima del 2600 a.C.)
- egizio antico (2600 a.C. – 2000 a.C.)
- egizio medio (2000 a.C. – 1300 a.C.)
- egizio tardo o neoegizio (1300 a.C. – 700 a.C.)
- egizio tolemaico (epoca tolemaica, fine IV secolo a.C. – 30 a.C.) e demotico (VII secolo a.C. – V secolo d.C.)
- copto (IV– XIV secolo)

Solitamente le sei fasi vengono riunite in due gruppi: il primo comprende le prime tre (egizio arcaico, antico e medio), il secondo le ultime tre (egizio tardo, tolemaico e demotico e il copto). Questa suddivisione è giustificata dal fatto che le fasi all'interno di ciascun gruppo mostrano una certa uniformità, pur differenziandosi fra di loro.
Talvolta l'egizio, nella sua totalità, viene chiamato egizio/egiziano antico, anche se non del tutto correttamente. Ciò per due motivi: dal momento che con egizio antico antico si indica una fase della lingua, riferirsi con questa denominazione all'idioma nel suo complesso potrebbe generare confusione; non c'è inoltre motivo di parlare di egizio/egiziano antico dal momento che la lingua oggi parlata in Egitto è l'arabo (nella sua variante dell'arabo egiziano), quindi non esiste un "egiziano moderno" da cui differenziarlo.
I primi esempi della scrittura ideografica egizia risalirebbero al 3000 a.C. e i testi in essi redatti sono generalmente raggruppati nella denominazione di "egizio arcaico".
L'egizio antico fu parlato per oltre 500 anni, dal 2600 a.C. in poi ed è attestato soprattutto nei Testi delle piramidi. L'egizio medio, la lingua classica (vi è scritta la maggior parte dei testi, soprattutto monumentali, ma anche molte opere letterarie e scientifiche), fu parlato a partire circa dal 2000 a.C. per altri 700 anni, fino all'apparire dell'egizio tardo; sopravvisse ancora fino ai primi secoli dell'era cristiana come lingua scritta di tradizione, nello stesso modo in cui il latino fu la lingua scritta di preferenza in Europa fino al XVIII secolo. L'egizio tardo, parlato fra il 1300 e il 700 a.C., fu la lingua amministrativa nel periodo ramesside, ma le sue origini si ritrovano fin dal periodo amarniano; è attestato in un vasto corpus letterario ed epistolare. Il demotico apparve intorno al 650 a.C. e sopravvisse come lingua scritta fino al V secolo. Il copto, il cui dialetto bohairico è tuttora utilizzato come lingua di culto dai cristiani copti, apparve nel IV secolo e sopravvisse come lingua scritta di uso corrente fino al XIV secolo e probabilmente fu utilizzato ancora come lingua parlata nelle campagne ancora per qualche secolo. L'arabo si sostituì gradualmente al copto parlato e venne utilizzato come lingua dell'amministrazione politica musulmana a partire dalle invasioni arabe del VII secolo.

L'egizio antico, medio e tardo utilizzavano la scrittura geroglifica, solitamente di utilizzo monumentale (da cui anche il nome greco: ἱερός = sacro, γλύφειν = incidere), termine che in qualche modo riprendeva la voce egizia mdw nṯr (convenzionalmente pronunciata medu necer) 
| S43 | nTr |

,"parole del dio" (del dio Thot, cui era attribuita l'invenzione della scrittura) e quella ieratica, evolutasi parallelamente ai geroglifici, con cui ha uno stretto legame, e caratterizzata da una forte corsivizzazione e frequenti legature fra i segni, solitamente utilizzata per la scrittura quotidiana su papiro, legno o pietra. Dalla scrittura ieratica deriva anche quella utilizzata per il demotico, la cui apparenza è vagamente simile alla moderna scrittura araba, sebbene non ci sia alcuna parentela. Il copto fu scritto utilizzando l'alfabeto copto, una forma modificata dell'alfabeto greco, con alcuni simboli presi in prestito dal demotico per i suoni inesistenti nel greco antico.

## Fonetica
Qui sotto, la tabella dei segni monoconsonantici con la trascrizione secondo Rainer Hannig:
| A |

| A |

| i |

| i |

| i | i |

| i | i |

| y |

| y |

| a |

| a |

| w |

| w |

| W |

| W |

| b |

| b |

| p |

| p |

| f |

| f |

| m |

| m |

| n |

| n |

| r |

| r |

| h |

| h |

| H |

| H |

| x |

| x |

| X |

| X |

| s |

| s |

| z |

| z |

| S |

| S |

| q |

| q |

| k |

| k |

| g |

| g |

| t |

| t |

| T |

| T |

| d |

| d |

| D |

| D |

Schema delle consonanti dell'egizio (fra parentesi i simboli convenzionali che differiscono dall'IPA);
|               |               | Labiale | Alveolare | Postalveolare | Palatale | Velare | Uvulare | Faringale | Glottidale |
| ------------- | ------------- | ------- | --------- | ------------- | -------- | ------ | ------- | --------- | ---------- |
| Nasale        | Nasale        | m       | n         |               |          |        |         |           |            |
| Occlusiva     | sorda         | p       | t         |               | c (ṯ)    | k      | q       |           | ʔ (ȝ)      |
| Occlusiva     | sonora        | b       | d         |               | ɟ (ḏ)    | g      |         |           |            |
| Fricativa     | sorda         | f       | s         | ʃ (š)         | ç (ẖ)    | x (ḫ)  |         | ħ (ḥ)     | h          |
| Fricativa     | sonora        |         | z         |               |          |        |         | ʕ (ˤ)     |            |
| Approssimante | Approssimante | w       |           |               | j        |        |         |           |            |
| Vibrante      | Vibrante      |         | r         |               |          |        |         |           |            |
| Laterale      | Laterale      |         | l         |               |          |        |         |           |            |

Sistema vocalico (si noti l'assenza della e, aggiunta solo nella lettura egittologica convenzionale, e della o, introdotta per i nomi greci).
|        | Anteriore | Posteriore |
| ------ | --------- | ---------- |
| Chiusa | i iː      | u uː       |
| Aperta | a aː      | a aː       |

## Struttura della lingua
L'egizio presenta diverse caratteristiche proprie delle lingue afroasiatiche.
È formato da parole con radici prevalentemente triconsonantiche, come nfr "bello". Sono tuttavia presenti anche termini con radici biconsonantiche, come per esempio rˁ "sole", e alcuni con un numero di consonanti ancora maggiore, ad esempio cinque come in sxdxd "essere sottosopra". È importante sottolineare che le sequenze fonetiche appena descritte non sono propriamente parole, ma, come detto, radici che rappresentano aree semantiche, con cui si creano le parole vere e proprie per mezzo di varie vocalizzazioni.
Le vocali e altre eventuali consonanti venivano poi aggiunte alla radice per dare origine alle parole della lingua, in modo simile a quanto tuttora avviene nell'arabo o nell'ebraico. Nella maggior parte dei casi ignoriamo quali fossero le vocali aggiunte, in quanto l'egizio, in modo analogo alle lingue semitiche antiche e moderne, non scriveva le vocali: di conseguenza, il termine ˤnkh potrebbe significare "vita", "vivere", "vivente" o "vivendo", a seconda della vocalizzazione. Nella moderna trascrizione, "a", "i" e "u" rappresentano delle consonanti egizie: per esempio il nome di Tutankhamon era scritto in egiziano come "twt ˁnkh Jmn". Gli esperti hanno ricostruito il valore di questi simboli, ma per alcuni non si è del tutto certi della correttezza. Se a questo si aggiunge che la vocalizzazione, non segnata nella scrittura e quindi per la maggior parte sconosciuta, è del tutto arbitraria (le semiconsonanti e alef e ‘ayin sono lette come vocali e dove non compaiono questi suoni si aggiunge convenzionalmente una e), se ne deduce che la pronuncia attuale dell'egizio ha ben poco a che vedere con quella originale. Attraverso il copto e le trascrizioni di parole e frasi egizie in altre lingue (ad esempio le Lettere di Amarna, scritte in accadico) è stato comunque possibile, per una certa misura, ricostruire l'antica pronuncia.
Fonologicamente, l'egizio differenziava consonanti bilabiali, labiodentali, alveolari, palatali, velari, uvulari, faringali e glottali, in una distribuzione simile a quella dell'arabo.
Morfologicamente, come in altre lingue semitiche, viene usato il costrutto detto stato costrutto che combina due o più vocaboli: in questa trasformazione il primo vocabolo subisce spesso variazioni (ad esempio una -h finale diventa -t nei nomi femminili e in mlkt shba ("la regina di Saba"), mlkt è la trasformazione dal termine mlkh.
Inizialmente non erano conosciuti gli articoli, né i determinativi, né gli indeterminativi; le forme più tarde utilizzarono invece a questo scopo le parole pȝ, tȝ e nȝ (il segno "ȝ" trascrive il colpo di glottide), rispettivamente per il maschile singolare, femminile singolare e plurale comune.

### Ricostruzione fonetica dell'egiziano
La lettura che danno gli egittologi all'egiziano è convenzionale: Champollion riuscì, partendo dal copto, definibile in un certo senso come "egiziano con le vocali", e dal greco ad assegnare a ciascun segno un valore fonetico.
L'egiziano invece veniva notato senza vocali, quindi noi abbiamo solo lo scheletro consonantico, come se in italiano scrivendo cn dovessimo poi integrare le vocali occorrenti leggendo "cane", "cena" o "Cina" a seconda dei casi. Lo stratagemma cui sono ricorsi gli egittologi è quello di intercalare tra consonante e consonante una vocale convenzionale, la "e".
Sapere però quale fosse la reale pronuncia dell'egiziano è quasi impossibile. Anche il copto, ovviamente, ha sviluppato fenomeni fonologici propri. Tuttavia, vi sono alcuni capisaldi di pronuncia della quale possiamo dirci certi.
| Htp |

| Htp |

viene letta non hetep, ma hotep: grazie ai Greci e ad altre trascrizioni sappiamo quale fosse il suono originale. Allo stesso modo la parola Ptḥ non viene letta Peteh, ma Ptah: grazie ai Greci sappiamo quale fosse la pronuncia reale del nome della divinità.

Oppure ancora il dio Amon si scrive Jmn, 
| i | mn · n |

, ma sappiamo dalla trascrizione qual era la pronuncia originale: probabilmente a inizio parola la j tendeva ad aprirsi in a.
Allo stesso modo, sappiamo che, probabilmente, la parola ms 
| ms |

 generare, nascere, si leggeva "mos", come sappiamo dai diversi nomi quali Ramose, Ahmose, Thutmose.
La traslitterazione della lingua egizia può essere aiutata anche dai nomi propri, che hanno una pronuncia spesso trasmessa dai Greci.
Tuttavia sono state spesso proposte diverse accezioni, un esempio è Rˤ-ms-sw: il nome Ramesse, portato da ben undici sovrani, dei quali il più celebre è senz'altro il secondo.
Le letture sono diverse, Ramesse, Ramses o Ramsete (le ultime due derivate da due delle varie forme latine del nome: Ramses è nominativo, Ramsete è la forma italianizzata a partire dell'accusativo Ramsetem, in modo analogo ad altre parole che sono passate in italiano allo stesso modo): escludendo il quasi cacofonico Ramessu, pronuncia che segue pedissequamente la trascrizione fonetica, la migliore sarebbe Ramesse, perché più vicina alla dicitura originale.

Inoltre è accertato che la desinenza ".t" dei femminili, seppur scritta, non era più pronunciata già dall'Antico Regno.
Alla fonologia dell'egiziano si è interessato Alessandro Roccati, ordinario di Egittologia all'università di Torino.

### Substrato egiziano nella toponomastica egiziana moderna e nell'onomastica italiana
Un substrato di antico egiziano lo possiamo trovare in diversi toponimi:
- L'attuale località di Asyūṭ in egiziano era detta Sȝwty.
- La località di Abido era in egiziano detta Ȝbḏw.
- La città di Copto era detta in egiziano Gbtw.
- In particolare, la città di El-Ashmunein, l'antica Ermopoli, nella quale possiamo osservare il graduale passaggio dall'egiziano, al copto sino all'arabo.

Il nome egiziano era infatti ḫmnw, "Gli Otto", in relazione all'Ogdoade ermopolitana, gli otto dèi che la presiedevano.
Poi, in copto, divenne ϢΜΟΥΝ, con significato analogo e poi in arabo alla radice Šmūn furono aggiunti l'articolo El, una A protetica e la desinenza -ein che esprime la desinenza del duale; tale duale è dovuto al fatto che nei testi copti si parlava di due Šmūn, da cui la letterale traduzione.
Infine, alcuni nomi di persona usati nella lingua italiana sono di derivazione egizia, come Isidoro, filtrato dal greco Isis-doron, dono di Iside, e Susanna, dall'egizio sšn "loto", filtrato attraverso l'ebraico.

## Grammatica

### Generalità di nome e aggettivo
Si introducono qui le generalità del sostantivo e, di conseguenza, della morfologia dell'aggettivo, che presenta le medesime caratteristiche, concordando in genere e numero col nome cui è riferito.
Per referenze, vedi nota.

#### I generi grammaticali
I generi erano due, maschile e femminile.
| t |

| t |

b3k (servo) 
| bA&k | A1 |

b3k.t (serva) 
| bA&k | t | B1 |

#### Il numero
Tre sono i numeri del nome: singolare, plurale, duale.
Il plurale prevede:
| w |

| w |

| t | w |

| t | w |

Il 'duale' prevede:
| w | y |

| w | y |

| w | i | i |

| w | i | i |

| t | y |

| t | y |

| t | i | i |

| t | i | i |

Il duale è molto raro, viene usato soprattutto per indicare nomi esistenti in coppia in natura o considerati spesso come coppia, quali rd.wy (le due gambe, maschile) ir.ty (i due occhi, femminile) ma, soprattutto, due termini fondamentali: t3.wy, le Due Terre, Alto e Basso Egitto, e nb.ty, le Due Signore, le dee Nekhbet e Uadjet, protettrici dell'Alto Egitto e del Basso Egitto e il cui nome designa anche una parte della titolatura ufficiale dei faraoni.
| tA | w | y |

| nbty |

I due geroglifici che indicano le Due Terre e le Due Signore.

#### Notazione grafica di genere e numero
Per notare il genere, gli egizi utilizzavano diversi espedienti grafici: limitandosi alla determinazione delle persone, venivano generalmente indicati con l'apposizione dei determinativi classificati come A1 per il maschile e B1 per il femminile nella lista Alan Gardiner: 
| A1 |

| B1 |

Per indicare i plurali o i duali, gli egizi svilupparono nei tremila anni di storia della loro lingua diversi sistemi.
Il più antico, usato nell'Antico Regno, consisteva nell'indicare il termine una volta per il singolare, due volte per il duale, tre volte per il plurale.
| D4 |

 ir.t, l'occhio/un occhio
| D4 · D4 |

 ir.ty, i due occhi
| D4 · D4 | D4 |

 ir.tw gli occhi 
Caso estremo: 
| nTr | nTr | nTr | nTr | nTr | nTr | nTr | nTr | nTr |

Questa successione designa la psḏ.t, l'Enneade creatrice, notazione usata anche nel Medio e Nuovo Regno.

L'altro sistema, più utilizzato dal Medio Regno in poi, è quello dell'aggiunta dei geroglifici che designano le desinenze del plurale, del singolare e del duale e, per il plurale, l'aggiunta di tre tratti: 
| Z2 |

Questa notazione è molto usata, seppur qualche volta non per designare il plurale vero e proprio, ma la "moltitudine"
| r | m | T | A1 · B1 · Z2 |

| r | m | T | A1 · B1 · Z2 |

Esistono poi i nomi detti "di relazione", detti anche con termine tratto dalle grammatiche arabe "nisba", nei quali l'aggiunta di una '.y' indica la derivazione semantica: sḫt significa campagna, sḫty contadino, campagnolo.
| M20 |

| M20 | y | A1 |

| M20 | y | A1 |

| M20 | i | i | A1 |

| M20 | i | i | A1 |

L'aggettivo con funzione attributiva è generalmente posposto al nome e concorda con questo in genere e numero.
L'aggettivo con funzione predicativa si esprime con iw-soggetto-m-aggettivo/nome, cfr. con I work as policeman in inglese.
Non esiste declinazione, esattamente come in italiano.

### Generalità del periodo
L'egiziano distingue due tipi principali di proposizioni: la proposizione a predicato avverbiale (PPA) e a predicato nominale (PPN). La prima, a sua volta, distingue tra PPA con e senza lessema verbale.

#### Proposizioni a predicato avverbiale
La Proposizione a predicato avverbiale è una frase, che può avere o non avere un verbo, che esprime una relazione momentanea e di situazione.

##### PPA senza lessema verbale
Si tratta di una frase nominale, introdotta dalla particella 'jw' per il presente, 'wn' 
| wn · n |

per il passato e 'wnn' 
| wn · n · n |

 per il futuro tradotte come verbo essere; si tenga conto che in egiziano non esistono veramente due ausiliari: essere può venir reso con jw, per esprimere il possesso si usano perifrasi simili al dativo di possesso in latino: jw b3k n(y) nb
| i | w | bA&k | n · nb |

 significa "il servo è al padrone" o, meglio, "il padrone ha un servo".

La frase esclamativa non prevede la particella jw ma la particella mk e il pronome dipendente e non il suffisso
| m · D37 | k |

(guarda!).
Negazione della PPA

La negazione richiede 'nn' 
| D35 · n |

 (sostituito a 'jw') per il presente e 'n' 
| D35 · n |

 (seguito da 'wnn') per il futuro (la negazione al passato non è attestata).

##### PPA con lessema verbale
La PPA con lessema verbale, invece utilizza un verbo oltre a jw,
ad esempio: jw rˁ wbn m pt:
| i | w | hrw | w | b · n | m | p · t · pt |

il sole sorge in cielo

##### Schema riassuntivo PPA
| i | w |

| i | w |

| wn · n · n |

| wn · n · n |

| wn |

| wn |

Negazione della PPA

La negazione richiede 'nn' 
| D35 · n |

 (sostituito a iw) per il presente e la PPA senza lessema verbale e 'n' 
| D35 | wn · n · n |

 (seguito da wnn) per il futuro (la negazione al passato non è attestata) per la PPA con sistema verbale al futuro.

#### Proposizioni a predicato nominale
La PPN, invece, esprime una relazione costante, che non cambia nel tempo e che dunque non richiede iw che significa "essere (attualmente)".
Ad esempio:

mk, b3k pw, 
| D37 | m | k | bA | k | p | w |

cioè: "guarda, tu sei un servo".
In questo caso 'pw' è il soggetto, si tratta di un pronome indefinito: la traduzione letterale, infatti, sarebbe: "guarda (ciò), sei tu servo".

Un curioso tipo di PPN è nfr pw 
| nfr | f · r | p | w |

, che significa "ciò è buono" ma che, posto alla fine di un testo, significa "fine".
Negazione della PPN
Si nega con 'nn...js':

nn b3k js pw, tu non sei un servo 
| D35 · n | bA&k | i | s | p · w |

### Generalità del verbo
Il verbo egiziano presenta diverse differenze con il verbo italiano, che nella traduzione si perdono ma che servono per comprendere i fenomeni specifici della lingua.

#### Distinzione tra aspetto "iterativo" e aspetto "singolativo"
Molto importante in egiziano è la distinzione tra azione puntuale e reiterata, che, per quanto riguarda le lingue indoeuropee si era in parte perduta in latino in favore di un'espressione più particolareggiata della scala temporale, molto forte in greco, ma che si perde inevitabilmente in traduzione, abbastanza importante in inglese.
In egiziano, infatti, assistiamo all'opposizione tra due strutture verbali principali:
- l'aoristo: esprime l'azione abituale nel presente, iterativa, nel passato o nel futuro; ad esempio: "quando avevo vent'anni, ero solito fare colazione al bar" è un modo per indicare che quest'azione nel passato era abituale, per distinguerla dal "quando avevo vent'anni andai (una volta) a far colazione al bar", che esprime un evento unico e non più ripetuto;
- il 'compiuto' e l''incompiuto'. Esprimono un'azione puntuale, singola, nel presente, passato e futuro.

Se l'azione si sta svolgendo, si usa l'incompiuto, se l'azione si è conclusa, si usa il compiuto.
Si noterà, infatti, che tutte le strutture che esprimono l'incompiuto egiziano sono perifrastiche e tradotte in italiano significano "stare per", "star facendo" qualcosa: si traducono col verbo in forma semplice semplicemente per non sovraccaricare la traduzione.
Il compiuto esprime l'azione puntuale, accaduta una sola volta, e conclusasi: "io caddi/sono caduto/ma ora mi sono rialzato".
Il locutore egiziano, se avesse usato l'aoristo per un verbo del genere avrebbe voluto dire che cadeva tutti i giorni, abitualmente.

#### Attivo italiano e passivo egiziano - Il pronome "zero"
Nella traduzione italiana, eccetto se in egiziano è presente il pronome impersonale "=tw", che rende la frase passiva o impersonale, se il contesto vuole un verbo all'attivo, questo verbo viene tradotto all'attivo.
Tuttavia, non c'è piena corrispondenza tra forme attive tra le due lingue; determinate forme del verbo erano sentite dal locutore egiziano come passivi.
Questo è dovuto alla presenza di un pronome, non scritto ma individuato dai linguisti,chiamato "zero" e notato "Ø", che in italiano non si traduce o si rende come "ciò", seguito da una subordinata dichiarativa italiana, chiamata in egiziano "esplicitazione del soggetto".
Molte forme che in italiano sono verbi, infatti, sono trattate in egiziano come frasi nominali:
Ad esempio: n Ø wnm-n=f, è la negazione dell'aoristo, che si traduce in italiano come "non ero solito mangiare" o letteralmente: "non (si faceva) ciò, mangiare da parte mia".
Dunque, strutture passive con significato attivo in italiano sono:
- La negazione dell'aoristo[17]
- Il compiuto con e senza agente: entrambi andrebbero tradotti letteralmente come "(ciò) è stato fatto da parte (di lui)", ma per una migliore resa stilistica si usa correntemente l'attivo[18]
- La negazione del compiuto con e senza agente[19]

#### Tempi e modi
Rispetto all'Italiano, nel quale il verbo si differenzia in modo e tempo, l'egiziano fa tre distinzioni: aspetto, modo e tempo.
Aspetti e modi dell'egiziano antico sono: Incompiuto, Compiuto, Participio (forma nominale), Aoristo, Infinito (forma nominale), Imperativo e Prospettivo.
| Incompiuto                        | Compiuto | Participio              | Aoristo  | Infinito   | Imperativo | Prospettivo |
| --------------------------------- | -------- | ----------------------- | -------- | ---------- | ---------- | ----------- |
| Progressivo e Progressivo interno | Presente | Presente (imperfettivo) | Presente | Atemporale | Atemporale | Atemporale  |
| Allativo                          | Passato  | Passato (perfettivo)    | Passato  |            |            |             |
|                                   | Futuro   | Futuro (progressivo)    | Futuro   |            |            |             |

Solo l'incompiuto possiede qualcosa di analogo ai modi: il progressivo, il progressivo interno e l'allativo.
Gli altri aspetti distinguono immediatamente in tempi: presente, passato e futuro più, tranne che per imperativo e infinito che sono atemporali.

##### Infinito
L'infinito dei verbi egiziani viene costruito in tre modi diversi, uno per i verbi forti, uno per i verbi deboli, uno per i verbi geminati.
Verbi forti
verbi terminanti con tutte le lettere, eccetto j e w, non ripetute.

wnm=j (mangio)>wnm (mangiare) 
| M42 | m | A2 |

sḏm=j (ascolto)>sḏm (ascoltare) 
| sDm | m |

Verbi deboli
verbi terminanti per j o w.
L'infinito è una forma femminile sostantivata del verbo.
rd(j)=j (la j è tra parentesi perché quasi sempre veniva omessa nello scritto)>rd(j).t
| di | t |

pr(j)=j (esco)>pr(j).t (uscire) 
| pr | D54 |

Verbi geminati
verbi terminanti con due lettere uguali.
L'infinito è uguale alla radice del verbo, eventualmente con la caduta dell'ultima lettera.

M33=j (io vedo)> M3(3) (vedere) 
| mA · ir | A | A |

jjj=j (io vado)>jj(j) (andare) 
| ii |

##### Incompiuto
Progressivo
L'azione è in progresso, si sta compiendo.
jw b3k ḥr (m) wnm,
| i | w | bA&k | Hr | w · n | m | A2 |

il servo sta mangiando.
Si costruisce con jw+soggetto+ ḥr (preposizione che significa "su") +verbo all'infinito (verbo espresso al femminile)
La preposizione m indica il progressivo interno, che dà una maggiore connotazione di partecipazione del soggetto.
Allativo
Simile al "be going to" inglese, è un'azione che sta per accadere, il suo nome deriva dal verbo francese "aller", andare:
jw b3k r wnm,
| i | w | bA&k | r | w · n | m | t | A2 |

il servo sta per mangiare.
Stessa costruzione del progressivo, ma anziché su, si usa la preposizione r, verso.

##### Aoristo
Da non confondersi col greco, nel quale è generalmente tradotto come passato, è da considerarsi un presente
jw b3k wnm=f (nb rˁ)
| i | w | bA&k | w · n | m | A2 | f | nb · hrw |

il servo mangia (tutti i giorni).
In questo caso si richiede la ripetizione del soggetto, significa letteralmente: "il servo lui mangia tutti i giorni".
Si nega non col semplice n o nn, ma con la struttura n wnm-n=f, con l'aggiunta della particella (j) n.
| i | n |

##### Prospettivo
Può essere considerato come un congiuntivo o come un imperativo, si forma con
wnm(w)=f, che egli mangi.
| wn | m | w | A2 | f |

In cui la w tra parentesi è usata solo nella struttura del progressivo detta "antica".
Si nega, non con n o nn, ma con "tm".
| tm | m |

##### Imperativo
Indica un ordine, consiste in sostanzialmente in una forma analoga al prospettivo, priva di pronome se si vuole dare un ordine reciso, wnm! (mangia!), più cortese con forme perifrastiche o con il pronome d=j wnm=k (stabilisco che tu mangi)

Si nega con jm: 
|  |

|  |

|  |

|  |

##### Compiuto
Non è da considerarsi un passato, esistono infatti un compiuto presente, passato e futuro.
Per paragonarlo all'italiano, il presente, il futuro semplice e l'imperfetto sono incompiuti: mangio, mangerò, mangiavo.
Il passato prossimo è il compiuto presente: io ho mangiato; il trapassato prossimo è il compiuto passato: io avevo mangiato; il futuro anteriore è il compiuto futuro: io avrò mangiato.
Il compiuto, facendo una traduzione letterale, è in realtà un passivo, e, a seconda che venga espresso o meno il complemento d'agente, si parla di "compiuto con agente" o "senza agente".
Il compiuto senza agente
Non viene espresso l'agente dell'azione.
Jw d3b.w wnm=kw
| i | w | d | A | b | w | Z93 | A2 · n | m | k | w |

io ho mangiato dei fichi.
Al verbo si uniscono le terminazioni del perfetto:
| k | w |

| k | w |

| ti | i |

| ti | i |

| w |

| w |

| ti | i |

| ti | i |

| n | w | Z93 |

| n | w | Z93 |

| tyw | n · y | Z93 |

| tyw | n · y | Z93 |

| w | Z93 |

| w | Z93 |

Da notarsi che la =w della 3ª singolare, quasi sempre, cade.
Il compiuto con agente
Prevede l'inserimento di un agente, seppur questo non comporti, nella traduzione, cambiamenti di sorta.
La struttura è jw verbo-n-agente- oggetto
-N è contrazione di jn, preposizione che significa "da".
La terminazione del perfetto cade.
jw wnm-n=j d3b.w ho mangiato dei fichi, letteralmente, "dei fichi sono stati mangiati da me".
| i | w | A2 | n | A1 |

Sostituendo a jw wn e wnn si ottengono il compiuto passato e futuro.
Il compiuto si nega normalmente con "n".

Per esprimere "non mai" e "non mai ancora" si usano due ausiliari, spj 
| O50 |

 e p3 
| pA |

.
N spj wnm=k d3b.w mj pn: non avesti mai mangiato fichi come questi.
| D35 | O50 · k | d | A | b | w | Z93 | mi | p · n |

N p3=f ḫpr mjt.t ḫt, non è mai ancora successa una cosa simile.
| n | pA | f | xpr | p · r | mi | t · t | x · t |

Compiuto dei verbi intransitivi
Essendo il compiuto, in realtà, una forma passiva, teoricamente solo i verbi transitivi possono averne uno vero e proprio.
Il compiuto degli intransitivi esprime l'essere, l'essere diventato, e, per i verbi cognitivi, l'essere venuto a sapere, il passaggio da uno stato precedente (ignoranza) a uno successivo (conoscenza).
jw b3k nfr=w, il servo è diventato buono.
Da notarsi come gli aggettivi, come nfr, non siano altro che verbi in funzione predicativa e, in questo caso, riprendono la loro funzione reale.
Con wn=w si esprime "esserci, esistere" jw wn=w b3k, il servo c'è.

##### Participi
In egiziano esistono forme nominali/perifrastiche del verbo, i participi.
La loro traduzione è la medesima dell'italiano: o giustapposti come l'aggettivo o definiti con forme quali "colui che", "colei che" ecc.
I participi sono raggruppati in tre forme: imperfettiva, perfettiva e progressiva.
Inoltre, essendo forme nominali, prendono la desinenza di genere e numero:
wnm(w) colui che mangia
wnm(w).t colei che mangia
wnm(w).w coloro che mangiano
wnm(w).tw coloro le quali mangiano
Rari i duali.
Infine, i participi possono essere attivi o passivi, con o senza agente.
Il prospetto generale delle desinenze:
| w |

| w |

| w |

| w |

| f |

| f |

| s |

| s |

| w |

| w |

| w |

| w |

| n · f |

| n · f |

| n | s |

| n | s |

| t · y | f · y |

| t · y | f · y |

| t · y | s | y |

| t · y | s | y |

| y |

| y |

| ti |

| ti |

| f |

| f |

| s |

| s |

##### Diatesi attiva e passiva
Come si è visto, non c'è piena corrispondenza tra attivo e passivo italiano e attivo e passivo egiziano.
Per quanto possibile fare paragoni, il passivo dei verbi può essere espresso con il pronome tw+jn+pronome suffisso.
Tw è un pronome con valore impersonale.
wnm=tw jn=j
| w | n | m | t | w | i | n | A1 |

È mangiato da me

### Generalità degli aggettivi dimostrativi
Gli aggettivi dimostrativi sono quattro serie di aggettivi con radice uguale e desinenza diversa. Sono sempre posposti al nome cui sono legati, eccetto p3, t3, n3, che nel Tardo Egiziano assunsero anche valore di articolo determinativo.
Prospetto radici e desinenze degli articoli
| p · n |

| p · n |

| t · n |

| t · n |

| M22 | M22 |

| M22 | M22 |

| pA |

| pA |

| t | A |

| t | A |

| n | A |

| n | A |

| p | w |

| p | w |

| t | w |

| t | w |

| n | w |

| n | w |

| p · f |

| p · f |

| t · f |

| t · f |

| n · f |

| n · f |

Da notarsi che il dimostrativo può, a differenza dell'italiano, accompagnare anche un nome proprio:
Rˁ-ms-sw pn, questo Ramesse.
| C2 | ms | sw | p · n |

### Generalità sui pronomi
Interessante aspetto di questa lingua sono i pronomi, distinti in tre gruppi: suffisso, dipendenti, indipendenti.

#### Pronomi suffisso
| A1 |

| A1 |

| k |

| k |

| T |

| T |

| f |

| f |

| s |

| s |

| n · Z2 |

| n · Z2 |

| T · n · Z2 |

| T · n · Z2 |

| s | n · Z2 |

| s | n · Z2 |

| t | w |

| t | w |

Il segno = prima del pronome indica che bisogna attaccare il pronome al nome che lo precede: b3=j, il mio ba.
Esiste poi un pronome indefinito, =tw,
| t | w |

usato soprattutto col prospettivo e con valore impersonale.
Nn wnm(w)=tw non si mangerà.
| D35 · n | w | n | m | A2 | t | w |

Essi fungono da soggetto, aggettivo possessivo, complemento di termine e di specificazione preceduti dalla preposizione n.
Non esistono forme di cortesia; si dava del tu anche al faraone. L'unica perifrasi di subordinazione verso i superiori era b3k-jm, "quel servo lì", tradotto come "quest'umile servo"
| bA | k | i | m |

#### Pronomi dipendenti
| A1 |

| A1 |

| T | w |

| T | w |

| T · n |

| T · n |

| sw |

| sw |

| s | t |

| s | t |

| n · Z2 |

| n · Z2 |

| T · n · Z2 |

| T · n · Z2 |

| s | n · Z2 |

| s | n · Z2 |

Essi fungono da soggetto nelle frasi esclamative o come complemento oggetto.

#### Pronomi indipendenti
| nw · k |

| nw · k |

| n&t&k |

| n&t&k |

| n · t · T |

| n · t · T |

| n&t&f |

| n&t&f |

| n · t | s |

| n · t | s |

| nw · n · Z2 |

| nw · n · Z2 |

| n · t | T · n · Z2 |

| n · t | T · n · Z2 |

| n · t | s | n · Z2 |

| n · t | s | n · Z2 |

Hanno un uso limitato: come predicato della PPN e comunque il più usato è jnk.

#### Pronomi relativi
I pronomi relativi, che fungono anche da congiunzione in subordinate relative, sono usati in alternanza coi participi.
Sono sia affermativi (che è), sia negativi (che non è)

##### Affermativi
| n · t · y |

| n · t · y |

| n&t&t |

| n&t&t |

| n | tyw | t |

| n | tyw | t |

| n&t&t |

| n&t&t |

##### Negativi
La radice è jwty cui si aggiungono le desinenze dell'affermativo:
| D35 | t · y |

| D35 | t · y |

| t |

| t |

| tyw |

### L'attribuzione
Un'interessante costruzione dell'egiziano, simile al dativo di possesso greco o latino, utilizza la particella n(y)+la cosa posseduta.
N(y) è variabile in genere e numero.
| n |

| n |

| n · t |

| n · t |

| nw | Z93 |

| nw | Z93 |

| nw · t | Z93 |

| nw · t | Z93 |

### Preposizioni
Preposizioni principali corrispondenti alle preposizioni proprie italiane
| n |

| n |

| i | n |

| i | n |

| m |

| m |

| H | n · a |

| H | n · a |

| tp |

| tp |

| r |

| r |

| m | m |

| m | m |

Altre preposizioni improprie e locuzioni prepositive:
| Hr |

| Hr |

| Xr |

| Xr |

| Dr |

| Dr |

| mi |

| mi |

| r · gs |

| r · gs |

| xnt | n · t |

| xnt | n · t |

| HAt |

| HAt |

| m | Xn | nw · pr |

| m | Xn | nw · pr |

| m | xt |

| m | xt |

| x · r |

| x · r |

### Congiunzioni
L'egiziano è abbastanza povero di congiunzioni:
- La congiunzione "e" non esiste, si giustappongono i termini o le proposizioni
- La congiunzione "o" può essere espressa con pw, oppure con la giustapposizione
- La congiunzione "se" è jr: | i | r |
- La congiunzione "allora" è 'ḥ'-n | aHa | n |
- La congiunzione "poiché" può avere diverse sfumature di significato, molto comune è n-nt(y).t, scritta con il pronome relativo.
- La congiunzione "affinché" è n-mrw.t | n | mr | w | t |, "affinché non" n-msḏw.t | n | ms | D | w | t |

### Analisi del periodo
In egiziano le coordinate si esprimono con la giustapposizione di più frasi assieme, con l'ellissi di jw o degli analoghi.
Le subordinate si esprimono con le congiunzioni citate sopra, il soggetto non è più il pronome suffisso e ma quello dipendente.
Come in italiano esistono proposizioni oggettive, finali, causali, relative e il periodo ipotetico.

#### La proposizione completiva
Si tratta sostanzialmente di una proposizione subordinata oggettiva.
Qualsiasi tipo di proposizione PPA o PPN può essere in posizione completiva.
Sono generalmente introdotte da verbi detti "operatori", come rdj (porre, fare che, permettere) jr (fare, fare che), ḏd (dire).

### Formule fisse
L'egiziano fa largo uso di formule fisse, frasi fatte, poste all'inizio di testi, alla fine, nei cerimoniali.
Tra le tante:

D(w) ˁnḫ 
| rdi | anx | n · x |

dotato di vita, uno degli epiteti del re,

(dw) ˁnḫ, wḏ3, snb 
| rdi | anx | n · x | U28 | A | s | n | b |

(dotato di) vita, forza e salute! Talmente usato da essere abbreviato dagli egizi con '.w.s, le iniziali dei tre nomi, rappresentati dal segno ‘nḫ, dal segno wḏ3 e dal segno s. In italiano si abbrevia, nella traduzione, con v.f.s!, vita, forza, salute!

ḥtp d(j) n(y)-sw.t 
| Htp · t · p | rdi | sw | n · t |

"un'offerta che il re fa" è la lettura tradizionale degli egittologi. Scritto spesso n(y)-sw.t d(j) ḥtp, in quanto nomi come re (n(y)-swt) dio (nṯr), o i nomi delle divinità venivano anteposti per rispetto.
In realtà, è una formula di invocazione delle tombe e significa faccia il re che si plachino.

ḏd mdw 
| D&d | md |

"parole dette" ("dire le parole"): inizio dei cerimoniali

m3ˁ-ḫrw
| mAa | xrw |

 anche nelle forme:
| U4 · D36 | Aa1 · D21 | P8 | G43 | A2 |

| U4 · D36 | Aa1 · D21 | P8 | G43 | A2 |

| U1 | Aa11 · D36 | P8 |

| U1 | Aa11 · D36 | P8 |

| Aa11 · D36 | P8 |

| Aa11 · D36 | P8 |

"giusto di voce" o "giustificato": è l'epiteto del defunto che ha superato l'esame di Osiride e, pertanto, ha avuto "la voce giusta" e ora può risiedere nei campi divini.
- Colophon dei testi egizi:

| D54 · f | p | w | () | HAt | f · r | pH | f · y | mi | gm | m | i | i | t | m | sS · mDAt |

Jw=f pw (m) ḥ3.t=f r pḥ.wy=fy mj gmy.t m sš
Lett.:Questo vada dall'inizio alla fine come trovato nel documento, è così che il documento deve andare dall'inizio alla sua fine, come trovato in scrittura.
Formula di chiusura dei testi letterari egizi, di quando in quando diversamente sviluppata, talvolta firmata, come nel Racconto del naufrago.

## Traduzione di un breve brano con analisi delle strutture grammaticali
Prendiamo in considerazione due testi tratti dalla Cappella Bianca di Sesostri I a Karnak come riportati dal Corso di Egiziano Geroglifico Mathieu-Grandet.

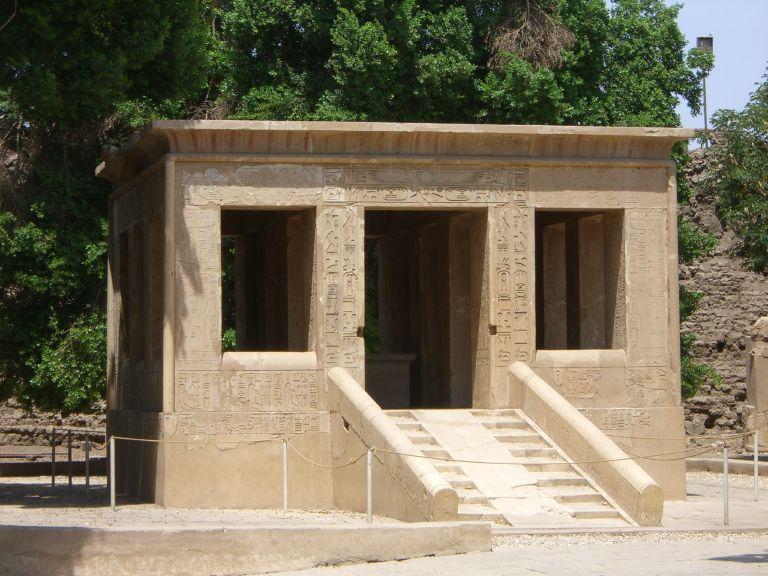
Il chiosco di Sesostri I

| sw · t | bit · t | Ca1 | xpr | kA | ra | Ca2 | ir · n | f | mn · nw · nw · nw | f | n | i | t · f | i | mn · n | ra | C2 | s | aHa | n · f | st | f | n · t | xa · a · t | m | mA | w | t |

N(y)-sw.t bjty Ḫpr-k3-Rˁ ir-n=f m mnw n jt=f Jmn-Rˁ, sˁḥˁ n=f s.t=f n(y).t ḫˁ.t m m3w.t 
Il re dell'Alto e Basso Egitto Kheperkarâ ha fatto come monumento per suo padre Amon-Ra (l'atto di erigere) per lui il suo luogo di apparizione come divinità
- N(y)-sw.t bjty significa "re"; grammaticalmente è un nome con n(y) quindi un costrutto per indicare l'appartenenza: "re", infatti, in egiziano era espresso come "colui che appartiene al giunco e all'ape". Sempre col nome di relazione n(y) declinato al femminile si esprime n(y).t ḫt, "l'apparizione che a lui appartiene, la sua apparizione".
- jr-n=f è un compiuto con agente: verbo-n-pronome di 3^persona
- sˁḥˁ è un verbo causativo: i verbi fattivi sono una classe particolare di verbi costituiti dall'affisso s+verbo: servono per rafforzare il significato del verbo e indicare che l'azione la si compie con partecipazione al fatto: 'ḥ' significa "alzarsi, sorgere"; con l'aggiunta di s si esprime l'azione di sollevare, di erigere.

(Cappella Sesostri I pl.10, A2)
| D · md | i | n | i | mn · n | ra | xnt | i | p · t | st | st | st · t · st | niwt | nw · k | i | t · k | Ca1 | s | wsr | r · t · n | Ca2 | rdi | n · n · k | gb | iwa · t | f |

ḏd mdw jn Imn-Rˁ ḫnt(y) Jp.t-Sw.t "jnk, jt=k S-n(y)-wsr.t d-n=(j) n=k Gb jwˁ.t=f" 
Parole dette da Amon-Ra, che presiede Ipet-Sut (Karnak), " Io, tuo padre, o Sesostri, ti ho dato l'eredità di Geb" 
- Ḏd mdw è la formula fissa "parole dette".
- Jn Jmn-Rˁ è nuovamente un compiuto con agente.
- ḫnt(y) è un nome di relazione, o "nisbe", -questo termine è un prestito della grammatica araba,

nella quale esistono questi nomi- la radice ḫnt è quella della preposizione omonima che significa
essere davanti, precedere e, in questo caso, presiedere.
- jnk, jt=k è una PPN: "io, (ciò) tuo padre" con soggetto pronome indipendente.
- D-n=(j) n=k è un'altra formula fissa, con la quale la divinità ricorda al sovrano qual è l'origine del suo potere: il pronome =j è eliso perché generalmente all'iscrizione era accompagnata un'immagine del dio: il soggetto diventava quindi l'immagine. Stesso fenomeno si verifica con l'ellissi di jw: basta l'immagine a contestualizzare "qui e ora" ciò di cui si parla.

(Cappella di Sesostri I, pl 36, sc.20)
Da L'oasita eloquente, scritto sapienziale del Medio Regno, un ottimo esempio di proposizione a predicato nominale:
| A1 | p | w | wn | inpw | x | w | n | A1 | r · n | f |

S pw, wn Ḫw-n-Jnpw rn=f
(Oasita eloquente, r° 1, da Chioffi, Rigamonti, Antologia della Letteratura Egiziana del Medio Regno, Vol. I, Ananke Edizioni, Torino, 2007)
C'era un uomo, il cui nome era Khueninpu.
- S pw è la PPN, letteralmente sarebbe "Ciò era questo, un uomo"
- Wn Ḫw-n-Jnpw rn=f, lett. "Essendo Khueninpu il suo nome"; Khw-n-Jnpw è un participio passivo con agente, significa quello che Anubi ha protetto.

Nel testo geroglifico Anubi (Inpu), è collocato per primo con anteposizione onorifica.
| nfr | p | w |

## Estratto in lingua
Il Grande Inno ad Aton di Akhenaton, III strofa, traduzione di Edda Bresciani.
| HD · D | ra | N17 · N21 | w · n | ra |

| b | ti · i |

| Aa15 | Axt · t · pr | p |

| z | d | F37B · ra | T | Aa15 | i |

| t · n · ra | Aa15 | h · ra | r | w · i · D54 |

| k | k · k · N2 | D37 | k | F27 · t | t | w | N8 | * |

| N17 · N17 |

| N21 · N21 | Aa15 | H |

| ra · nb · b | N8 | U40 |

| D5 | aHa · a · D54 |

| 1 | W · y · rd · rd | T | z | i · i · U39 | n | k | z | n | D60 · n · n · n | H · a · F51B · F51B · F51B |

| z | n | O42 · p · D40 | wn | n |

| x | w | V12 | S28 | a · a | z · n | Aa15 | A30 · n | xa | a | a |

| Y1 | k | N17 · N21 | r | M36 · r |

| f | ir · r | z · n | kA · t · A9 | z · n |

| i · A · t |

| F27 | nb | Htp · t · p | Hr · z · F37B · Aa15 |

| M2 · z · n · V7 |

| n · nw | w | M1 · M3 · z | F37B · Aa15 | M2 | Hr | A | x | A | x | M2 | G38 | pA | A · w | H5 | Aa15 | G49 | z · n · d · n · H | H5 | z · n · Aa15 | A30 · n | kA |

| k | S39 | E8 | t | k | Hr | T | b · h | n |

| rd · D54 | Hr | r · d | y | w | rd · rd | pA | i · i | H5 | x | n · n | G4 | t | nb |

| anx · n · x | z · n | w · n | ra | b | n · k | z · n · aHa · a |

| w | P1 | Aa15 | x · d | P1 | W17 · n · t · y | P1 |

| Aa15 | mi · t · t |

| Y1 · N31 | nb | wn |

| n | O31 | n | xa · a |

| Y1 | k | r | Aa15 | w · K5 | Hr | i · t · r · W | n · n · n | N36 | Hr · t |

| f · t | Z9 · D54 | n | Hr · k | F27 · t | w · t | N8 · k | Aa15 | F26 · n | pr | M14 | wr · r |

...All'alba, sorgi sull'orizzonte e risplendi come Aton durante il giorno: scacci le tenebre e dai i tuoi raggi, le Due Terre sono in festa ogni giorno sveglie e in piedi: tu le hai fatte alzare; lavano le loro membra, prendono le vesti le loro braccia sono alzate in adorazione del tuo sorgere. La terra intera compie il suo lavoro. Ogni animale è contento nel suo pascolo, alberi e cespugli verdeggiano, gli uccelli volano dal loro nido con le loro ali alzate in adorazione del tuo ka. Gli animali selvatici tutti saltano sui piedi quelli che volano e quelli che si posano vivono quando sorgi per loro. Le barche navigano secondo corrente o controcorrente, perché ogni via è aperta quando sei sorto. I pesci nel fiume guizzano davanti a te, i tuoi raggi penetrano fino in fondo al mare.

## Testi principali della letteratura egiziana antica
A seguire vengono elencati una serie di testi letterari per ciascuno dei grandi periodi della storia egiziana.

### Antico Regno (2700 a.C.–2160 a.C.)
Testi religiosi
- Testi delle piramidi
- Teologia menfita, pervenutaci in età tarda sulla stele di Shabaka

Insegnamenti
- Insegnamento di Ptahhotep

Testi mitologici
- Mito di Horo e Seth

### Primo periodo intermedio (2160 a.C.–2055 a.C.) e Medio Regno (2055 a.C.–1790 a.C.)
Testi religiosi
- Testi dei sarcofagi

Insegnamenti e testi sapienziali
- Istruzioni lealiste
- Ammaestramenti di Kagemni o di Gemnikai
- Insegnamento di Amenemhat a suo figlio Sesostri

Testi pessimisti e lamentazioni
- Lamentazioni di Khakheperraseneb
- Canto dell'arpista
- Il dialogo dell'uomo con il suo ba

Testi narrativi
- Racconto del naufrago
- L'oasita eloquente
- Papiro Westcar
- Le avventure di Sinuhe

### Secondo periodo intermedio (1790 a.C.–1540 a.C.) e Nuovo Regno (1530 a.C.–1080 a.C.)
Testi religiosi:
- Libro dei morti
- Litania del sole
- Libro delle caverne
- Libro dell'Amduat

Testi propagandistici e militari
- Presa di Ioppe
- Poema di Pentaur
- Stele di Merenptah o "Stele degli Ebrei"
- Stele del sogno di Thutmosi IV
- Accordo di pace tra Ittiti ed Egiziani, primo trattato diplomatico del quale abbiamo la redazione in entrambe le lingue.

Testi religiosi e mitologici
- Storia dei due fratelli
- La disputa fra Horo e Seth
- Inno al Sole
- Menzogna e verità

Testi scientifici
- Papiro di Rhind
- Papiro Edwin Smith
- Papiro Ebers

### Terzo periodo intermedio (1070 a.C.–656 a.C.) e Egitto greco e romano (332 a.C.–389 d.C., anno della chiusura del tempio di File)
Insegnamenti
- Insegnamento di Ankhsheshonqi
- Insegnamento di Amenemope

Testi religiosi
- Stele di Shabaka

Editti
- Stele di Rosetta

Testi narrativi
- Racconti del ciclo di Inaro-Petubasti
- Il viaggio di Unamon

## Testi di riferimento, grammatiche, vocabolari

### Linguistica e fonologia
- Antonio Loprieno, Ancient Egyptian: A Linguistic Introduction, Cambridge University Press, Cambridge, 1995, ISBN 0-521-44384-9
- Carsten Peust, Egyptian phonology: an introduction to the phonology of a dead language, Peust & Gutschmidt, Gottinga, 1999, ISBN 3-933043-02-6
- Massimiliano Franci, "Alcune considerazioni sulla fonologia dell'egiziano antico in relazione alla comparazione egitto-semitica", in Quaderni del Dipartimento di Linguistica - Università di Firenze 17 (2007): pp. 233-249
- James Allen, The ancient egyptian language, Cambridge University Press, Cambridge, 2013

### Grammatiche e manualistica
- Alan H. Gardiner, Egyptian Grammar: Being an Introduction to the Study of Hieroglyphs, Griffith Institute (Ashmolean Museum), Oxford, 1927-1950-1957, ISBN 978-0-900416-35-4
- James Allen, Middle Egyptian: An Introduction to the Language and Culture of Hieroglyphs, Cambridge University Press, Cambridge, 1999-2010-2014, ISBN 978-0-521-74144-6
- Pierre Grandet, Bernard Mathieu, Corso di egiziano geroglifico, Ananke, Torino, 2007, ISBN 978-88-7325-148-4; Kemet, Torino, 2016 ISBN 9788899334215 (ed. orig.: Cours d'Égyptien hiéroglyphique, Institut Khéops, Paris, 1990-2003, varie ristampe)
- Emanuele Ciampini, La lingua dell'antico Egitto, Hoepli, 2018, ISBN 978-8820382698
- Alessandro Roccati, Introduzione allo studio dell'egiziano, Salerno Editrice, Roma, 2008, ISBN 978-88-8402-599-9
- Sergio Donadoni, Appunti di grammatica egiziana, Cisalpino (Monduzzi Editore), Milano, 1963-1990, ISBN 978-88-205-0457-1
- Michel Malaise, Jean Winand, Grammaire raisonnée de l'Égyptien classique, C.I.P.L. (Université de Liège), Liegi, 1999
- James Hoch, Middle Egyptian Grammar, Benben Publications, Mississauga, 1997, ISBN 0-920168-12-4
- Luca Peis, I geroglifici - manuale per leggere la scrittura egizia, Graphot, 2017, ISBN 9788899781415
- Maria Carmela Betrò, Geroglifici - 580 segni per capire l'antico Egitto, Mondadori, 1995-2010
- Pietro Testa, Le abbreviazioni nella scrittura geroglifica, Aracne, 2007,  ISBN 978-8854815001
- Massimo Cavillier, Egiziano classico, Kemet, 2018, ISBN 8899334641
- Gustave Lefebvre, Grammaire de l'égyptien classique, Institut français d'archéologie orientale, Il Cairo, 1940-1955 (seconda edizione a cura di Serge Sauneron)
- Renaud de Spens, Lezioni di epigrafia geroglifica, a cura di Patrizia Piacentini, Le Monnier Università, 2021, ISBN 978-8800862424

#### Dialettologia
Massimiliano Franci, "Elementi di dialettologia egizia", in Quaderni del Dipartimento di Linguistica, Università degli Studi di Firenze, 20 (2010): pp.1-14.

#### Testi introduttivi elementari
- Mark Collier, Bill Manley, Come leggere i geroglifici egizi, Giunti, 2003-2016; De Vecchi, 2021, ISBN 9788841245279
- Sergio Pernigotti, Leggere i geroglifici, Grafis, 1998; La Mandragora, 2002, ISBN 8888108432 (nuova edizione aumentata).
- Jean Capart, Io leggo i geroglifici, AdArte, 2007,  ISBN 978-8889082072
- Christian Sturtewagen, Maria Vacante, Geroglifici svelati, Effelle, 1987
- Alberto Elli, Guida ai geroglifici, Vallardi, 1997-1999-2003, ISBN 9788882117757
- Alberto Elli, Il geroglifico elementare, Edizioni Terra Santa, 2021, ISBN 8862408412

### Vocabolari
- Thesaurus Linguae Aegyptiae, su aaew.bbaw.de.
- Raymond O. Faulkner, A Concise Dictionary of Middle Egyptian, Griffith Institute (Ashmolean Museum), Oxford, 1962, ISBN 0-900416-32-7
- Adolf Erman, Hermann Grapow, Wörterbuch der ägyptischen Sprache, Akademie Verlag, Berlin, cominciato nel 1897 e completato nel 1961, in 5 volumi più un repertorio di voci dal tedesco, un dizionario inverso e 5 volumi di riferimenti[37]. Si può scaricare integralmente in PDF
- Rainer Hannig, Ägyptisches Wörterbuch I. Altes Reich und Erste Zwischenzeit, Philipp von Zabern, Darmstadt, 2003, ISBN 978-3-8053-3088-6
- Rainer Hannig, Ägyptisches Wörterbuch II. Mittleres Reich und Zweite Zwischenzeit, 2 voll., Philipp von Zabern, Darmstadt, 2006, ISBN 978-3-8053-3690-1
- Rainer Hannig, Die Sprache der Pharaonen. Großes Handwörterbuch Ägyptisch-Deutsch (2800 bis 950 v. Chr.), 5ª edizione, Philipp von Zabern, Darmstadt, 2009, ISBN 978-3-8053-1771-9
- Rainer Hannig, Die Sprache der Pharaonen. Großes Handwörterbuch Deutsch-Ägyptisch, Philipp von Zabern, Darmstadt, 2000, ISBN 978-3-8053-2609-4
- Rainer Hannig, Wortschatz der Pharaonen in Sachgruppen, Philipp von Zabern, Darmstadt, 2012, ISBN 978-3-8053-4473-9
- Livio Secco, Dizionario egizio-italiano italiano-egizio, Aracne, Roma, 2007 (circa 2000 lemmi) - 2011 (circa 3000 lemmi), ISBN 978-88-548-4302-8; Ananke, Torino, 2014 (circa 4000 lemmi); Kemet, Torino, 2016, ISBN 978-8899334123.
- Livio Secco, Dizionario egizio-italiano 12000 lemmi in geroglifico, IlMioLibro, 2023, 2 voll., vol. 1 ISBN 979-1222801223; vol. 2 ISBN 979-1222801230.
- Pasquale Barile, Dizionario geroglifico-italiano (oltre 5000 lemmi), Enigma, 2018, ISBN 978-8899303730.
- Pierangelo Mengoli, Dizionario ragionato, Kemet, 2020, ISBN 128000701X

### Storia della letteratura
- Paola Buzi, La letteratura egiziana antica, Carocci, 2020
- Antonio Loprieno, Ancient Egyptian Literature. History and Forms, Brill, Leida, 1996, ISBN 90-04-09925-5
- James Allen, Middle Egyptian Literature: Eight Literary Works of the Middle Kingdom, Cambridge University Press, Cambridge, 2014
- Marco Chioffi, Giuliana Rigamonti, Antologia della letteratura egizia del Medio Regno, 3 voll., Ananke, Torino, I vol. (2007) ISBN 978-88-7325-190-3, II vol. (2008) ISBN 978-88-7325-242-9, III vol. (2009) ISBN 978-88-7325-322-8
- Edda Bresciani, Letteratura e poesia dell'antico Egitto, Einaudi, Torino, 1969 (brossura dal 1999), ISBN 978-88-06-19078-1
- Sergio Donadoni, Storia della letteratura egizia, Edizioni Accademia (già Nuova Accademia), Milano, 1957; Sansoni-Accademia, Firenze-Milano, 1968; Lindau, 2020, ISBN 978-8833532776
- Miriam Lichtheim, Ancient Egyptian Literature, University of California Press, 2019, ISBN 978-0520305847 [in origine 3 voll. 1973-1976-1980]